# Pěvuška podhorní

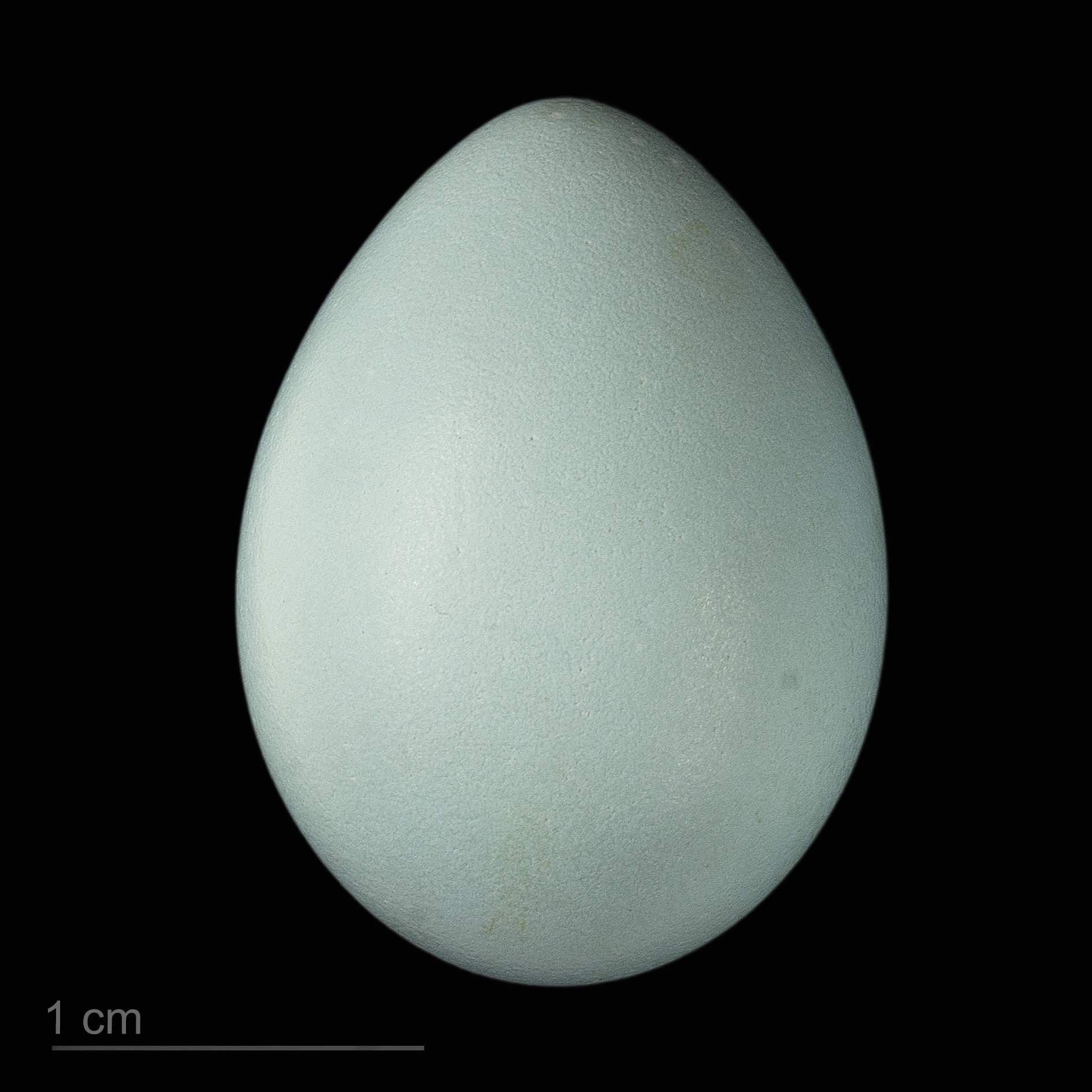
Prunella collaris collaris

Pěvuška podhorní (Prunella collaris) je středně velký druh pěvce z čeledi pěvuškovitých. Hnízdí ve vysokohorském pásmu mezi 1800–3000 m n. m.

## Popis
Z dálky je celkově tmavá a nevýrazná, s tmavším polem na křídle. Zblízka jsou nápadné bílé špičky krovek, černobíle proužkované hrdlo a žlutá skvrna u kořene zobáku, na boku má červené proužky.

## Výskyt v Česku
V České republice hnízdí pravidelně pouze v Krkonoších, které jsou nejsevernějším hnízdištěm v Evropě. Početnost místní populace je odhadována na 15–20 párů a je dlouhodobě stabilní; hnízdí především v oblasti Sněžky. Mimo Krkonoše hnízdí nepravidelně v Hrubém Jeseníku (oblast Pradědu a Vysoké hole). Ojedinělé nebo pravděpodobné hnízdění bylo zaznamenáno ještě v Krušných horách, na Šumavě, Králickém Sněžníku a v Beskydech. V jiných částech území bývá vzácně pozorována na tahu.